# Rick Boogs
Eric Bugenhagen (* 19. Oktober 1987 in Memphis, Tennessee) ist ein amerikanischer Wrestler. Er steht derzeit bei der WWE unter Vertrag und tritt regelmäßig in deren Show Raw auf. Sein bislang größter Erfolg ist der zweifache Erhalt der WWE 24/7 Championship.

## Wrestling-Karriere

### World Wrestling Entertainment (seit 2017)
Bugenhagen gab sein Wrestling-Debüt am 19. Oktober 2017 in der Folge von WWE NXT Live. Sein Match gegen Lars Sullivan verlor er jedoch. Nach einer Verletzung kehrte er als Ric Boog zurück. Am 6. Februar 2019 gab er unter seinem bürgerlichen Namen sein Fernsehdebüt. Er bestritt ein Match gegen Drew Gulak, dieses verlor er jedoch. Fortan trat er nur noch vereinzelt in Matches an, welche er überwiegend verlor. Bei einem NXT Live Event am 22. Februar 2020 durfte er gegen Finn Bálor antreten, aber auch dieses Match konnte er nicht für sich entscheiden. Bugez trat mehrmals als Statist in den Main-Shows auf und war einer der vielen NXT-Wrestler, die zu Beginn der COVID-19-Pandemie im Jahr 2020 bei Raw eingesetzt wurden. Vor WrestleMania 37 spielte Bugez den Old Spice-Repräsentanten Joseph Average. Am 21. März 2021 gewann er bei Fastlane zum ersten Mal die WWE 24/7 Championship, hierfür besiegte er R-Truth, jedoch verlor er diesen Titel einige Sekunden später. Am 19. April 2021 gewann er den Titel erneut, hierfür besiegte er Akira Tozawa. Auch hier verlor er den Titel einige Sekunden später an R-Truth.
Am 21. Mai 2021 gab er unter dem Ringnamen Rick Boogs sein Debüt bei SmackDown. Hier begleitete er Shinsuke Nakamura mit seiner Gitarre zum Ring. Am 20. August 2021 gab er sein In-Ring-Debüt für den blauen Brand, zusammen mit Nakamura besiegte er Apollo Crews und Commander Azeez. Am 2. April 2022 verletzte er sich bei WrestleMania 38 in seinem Match, hierdurch fiel er neun Monate aus.
Am 30. Januar 2023 kehrte er bei Raw zurück. Er bestritt ein Match gegen The Miz, welches er gewann.

## Titel und Auszeichnungen
- World Wrestling Entertainment
  - WWE 24/7 Championship (2×)